# Hergersberg

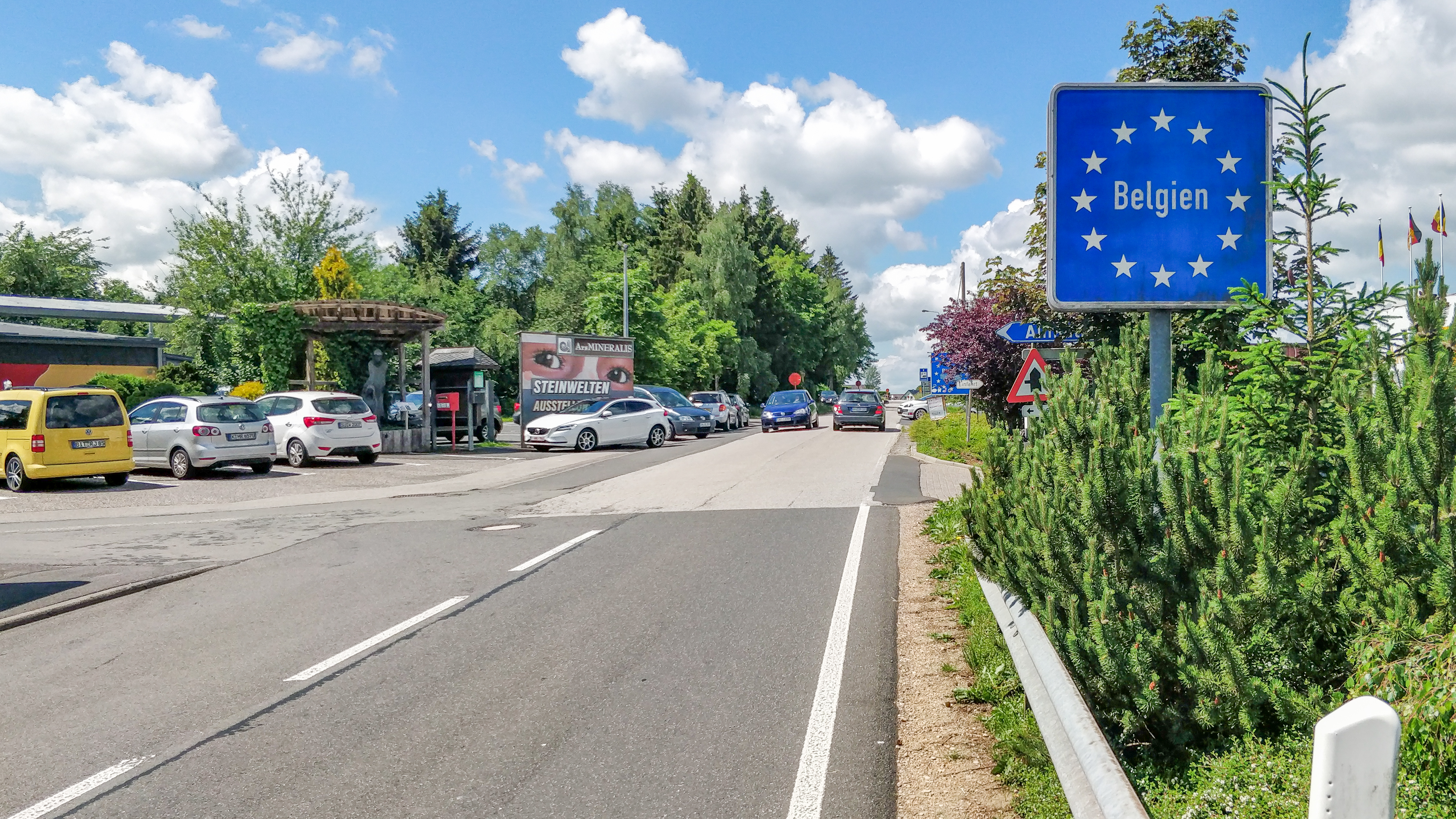
Belgisch-Duitse grens

Hergersberg is een gehucht in de deelgemeente Manderfeld en ligt in de Belgische provincie Luik.
Het gehucht ontstond vlak bij de verkeersweg en huidige Bundesstraße 265, hier Römerstraße genaamd, die van Losheim naar Kehr voert. Er is een - verlaten - grenspost op de (sinds 1920) Belgisch-Duitse grens.
Vanaf midden jaren '70 van de 20e eeuw ontstond er een koopcentrum met meubelwinkel (sinds 2005 een kunstgalerie), supermarkt en tankstation, om Duitse toeristen te lokken met lagere prijzen, onder meer voor koffie. Hier vindt men ook de Ardenner Cultur Boulevard.
Direct over de grens, in Duitsland, vindt men een houtzagerij en de Vennquerbahn.

## Nabijgelegen kernen
Losheimergraben, Berterath, Krewinkel, Kehr, Scheid
Deelgemeenten: Büllingen · Manderfeld · Rocherath

Overige kernen: Afst · Allmuthen · Andler Mühle · Berterath · Buchholz · Eimerscheid · Hasenvenn · Hergersberg · Holzheim · Honsfeld · Hüllscheid · Hünningen · Igelmonder Hof · Igelmondermühle · Kehr · Krewinkel · Krinkelt · Lanzerath · Losheimergraben · Medendorf · Merlscheid · Mürringen · Weckerath · Wirtzfeld

Belgische gemeenten · Duitstalige Gemeenschap · Arrondissement Verviers · Luik · Wallonië